# بيلار بونت
بيلار بونت (بالإسبانية: Pilar Bonet)‏ هي صحفية وكاتِبة إسبانية، ولدت في 1952 في مدينة إيبيزا في إسبانيا.